# Fabrizio Tabaton
Fabrizio Tabaton (Genua, 16 mei 1955) is een Italiaans voormalig rallyrijder.

## Carrière

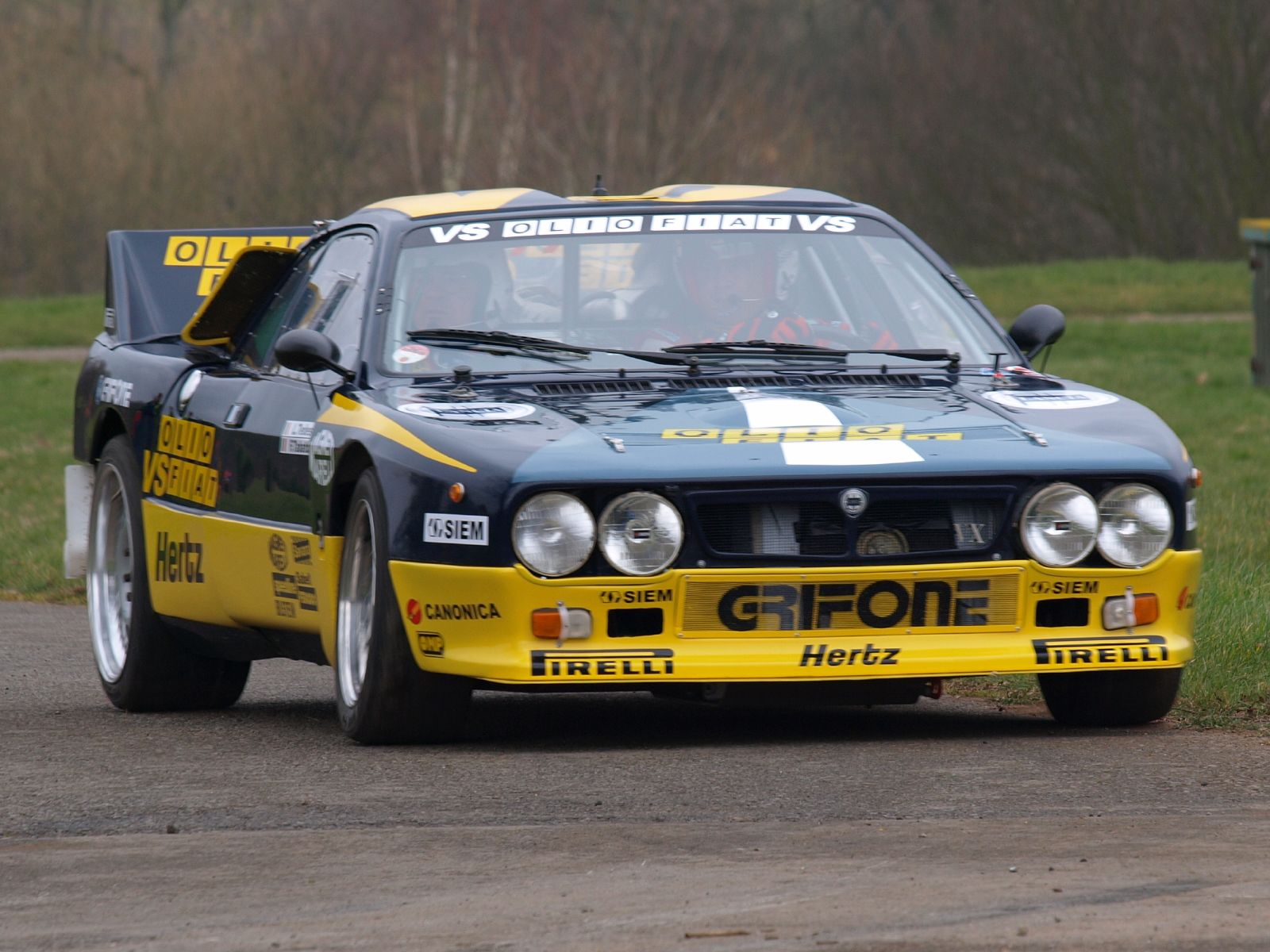
Een ex-Tabaton Lancia Rally 037

Fabrizio Tabaton maakte in 1974 zijn debuut in de rallysport. Hij profileerde zich gedurende het decennium in het Italiaans rallykampioenschap. Vanaf de jaren tachtig werd ook meer actief in het Europees kampioenschap rally, maar maakte tegelijk ook optredens in het wereldkampioenschap rally tijdens de jaarlijkse rally van San Remo. Tabaton, actief voor het team van Grifone Lancia, won de Italiaanse titel in 1985 met een Lancia Rally 037 en in 1987 met een Lancia Delta HF 4WD. Een groter succes was echter het twee keer winnen van het Europees kampioenschap in 1986 met een Lancia Delta S4 en in 1988 met de Groep A-Delta HF/Delta Integrale.
Tabaton bleef tot begin jaren negentig actief rondrijden in rally's. Daarna nam hij de taak op zich als manager van preparatie teams als Grifone en Step2, die nog lange tijd met verschillende rijders grote programma's afwerkten in Europa. Grifone was ook verantwoordelijk voor het rallydebuut van MotoGP-rijder Valentino Rossi tijdens de Rally van Groot-Brittannië in 2002, waar hij aan de start verscheen achter het stuur van een Peugeot 206 WRC.

## Complete resultaten in het wereldkampioenschap rally
| Seizoen | Inschrijving     | Auto                | 1       | 2   | 3   | 4   | 5   | 6   | 7   | 8   | 9       | 10      | 11    | 12  | 13  | 14  | Pos. | Punten |
| ------- | ---------------- | ------------------- | ------- | --- | --- | --- | --- | --- | --- | --- | ------- | ------- | ----- | --- | --- | --- | ---- | ------ |
| 1979    | Fabrizio Tabaton | Lancia Stratos HF   | MON     | ZWE | POR | KEN | GRI | NZL | FIN | CAN | ITA DNF | FRA     | GBR   | IVK |     |     | –    | 0      |
| 1980    | Grifone Sias     | Lancia Stratos HF   | MON     | ZWE | POR | KEN | GRI | ARG | FIN | NZL | ITA DNF | FRA     | GBR   | IVK |     |     | –    | 0      |
| 1982    | Martini Racing   | Lancia Rally 037    | MON     | ZWE | POR | KEN | FRA | GRI | NZL | BRA | FIN     | ITA DNF | IVK   | GBR |     |     | –    | 0      |
| 1983    | Grifone Wurth    | Lancia Rally 037    | MON     | ZWE | POR | KEN | FRA | GRI | NZL | ARG | FIN     | ITA DNF | IVK   | GBR |     |     | –    | 0      |
| 1984    | H.F. Grifone     | Lancia Rally 037    | MON     | ZWE | POR | KEN | FRA | GRI | NZL | ARG | FIN     | ITA 4   | IVK   | GBR |     |     | 19   | 10     |
| 1986    | Grifone Esso     | Lancia Delta S4     | MON     | ZWE | POR | KEN | FRA | GRI | NZL | ARG | FIN     | ITA DNF | IVK   | GBR | VST |     | –    | 0      |
| 1987    | Grifone Esso     | Lancia Delta HF 4WD | MON     | ZWE | POR | KEN | FRA | GRI | VST | NZL | ARG     | FIN     | ITA 5 | IVK | GBR |     | 30   | 8      |
| 1999    | Fabrizio Tabaton | Toyota Corolla WRC  | MON DNF | ZWE | KEN | POR | SPA | FRA | ARG | GRI | NZL     | FIN     | CHN   | ITA | AUS | GBR | –    | 0      |